# Děpoltovice
Děpoltovice település Csehországban, a Karlovy Vary-i járásban. Děpoltovice Otovice, Hroznětín, Nová Role, Nejdek, Sadov, Karlovy Vary és Smolné Pece településekkel határos. Lakosainak száma 448 fő (2024. január 1.).

## Népesség
A település lakosságának változását az alábbi diagram mutatja:
| Lakosok száma | 717  | 845  | 862  | 389  | 263  | 291  | 388  | 374  | 402  | 448  |
|               | 1869 | 1890 | 1921 | 1950 | 1980 | 2001 | 2017 | 2019 | 2022 | 2024 |